# Joachim Krčovski
 (décembre 2014).
Joachim Kartchovski (en bulgare : Йоаким Кърчовски) est un prêtre et poète bulgare qui figure parmi les premiers auteurs de langue bulgare.

## Son œuvre

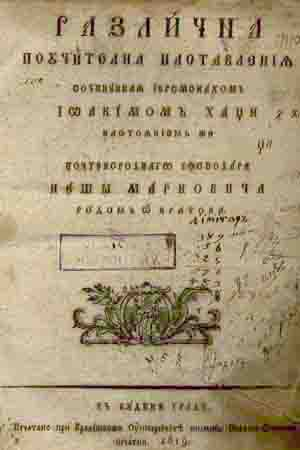
Couverture de „Различна поѹчителна наставленїѧ“, 1819, Budapest

Sa première œuvre s’appelle Слово исказаное заради ѹмиранїе (1814) et comporte deux discours religieux qui s’adressent aux chrétiens. Sa deuxième œuvre s’appelle Повѣсть ради страшнагѡ и втораго пришествиїѧ Хрїстова, écrit en langue populaire et consacré à Jésus Christ. Le troisième livre de Krcovski s’appelle Сїѧ книга глаголемаа Мытарства (1817): il décrit le chemin des âmes humaines vers le paradis, à travers des « mitniks », les gardiens des portes du paradis. Sa quatrième œuvre s’appelle Чудеса прес҃тыѧ Б҃городицы. Ce livre, traduit du grec, est considéré par MANU (Académie macédonienne des sciences et des arts) comme la première œuvre traduit en macédonien[réf. nécessaire], parce qu'il s'agit du même dialecte qu’on parle aujourd’hui dans certains régions de Macédoine du Nord. L’académie bulgare considère que cette même œuvre est une traduction bulgare, parce que sur la couverture il est écrit que c’est un livre en bulgare pour les chrétiens de Štip et d’autres villes bulgares. Son cinquième et dernier livre s’appelle Различна поѹчителна наставленїѧ (1819), dans lequel il parle de l’importance de l’éducation et de la pratique du christianisme.